# Synovit
Synovit är en inflammation i en ledhinna (synovialmembran). Detta yttrar sig genom lokal värme och smärta,  svullnad, och nedsatt rörlighet. Synovit uppkommer till följd av flera sjukdomar, däribland SLE, psoriasisartrit, gikt, tuberkulos, reumatisk feber, reumatoid artrit och artros.